# 卡皮内托-德拉诺拉
卡皮内托-德拉诺拉（義大利語：Carpineto della Nora），是意大利佩斯卡拉省的一个市镇。总面积23平方公里，人口695人，人口密度30.2人/平方公里（2009年）。ISTAT代码为068008。